# بوابات حجب الرصيف

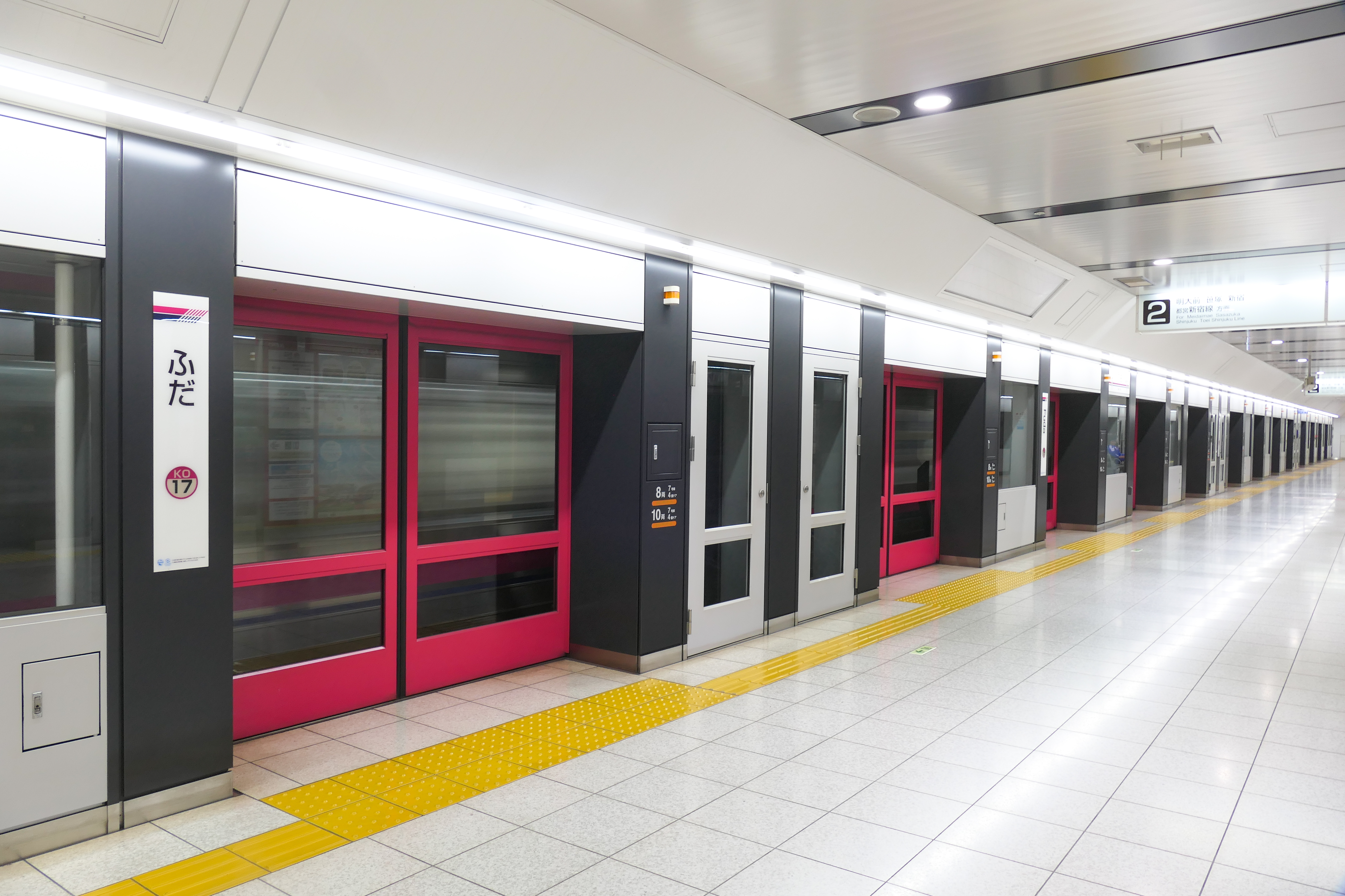
بوابات حجب الرصيف في محطة فودا في طوكيو، اليابان

تُستخدم بوابات حجب الرصيف (Platform screen doors PSDs)، والمعروفة أيضًا باسم بوابات حافة الرصيف (platform edge doors PEDs)، في بعض محطات القطارات ومحطات النقل السريع ومحطات نقل الأشخاص ‏ لفصل الرصيف عن مسارات القطارات، وكذلك في بعض أنظمة الحافلات السريعة والترام والسكك الحديدية الخفيفة. تُستخدم هذه البوابات في المقام الأول لسلامة الركاب، وهي إضافة جديدة نسبيًا للعديد من أنظمة المترو حول العالم، حيث جرى تعديل بعضها لتتناسب مع الأنظمة القائمة. تُستخدم على نطاق واسع في أنظمة المترو الآسيوية والأوروبية الأحدث، وأنظمة النقل السريع بالحافلات في أمريكا اللاتينية.

## التاريخ

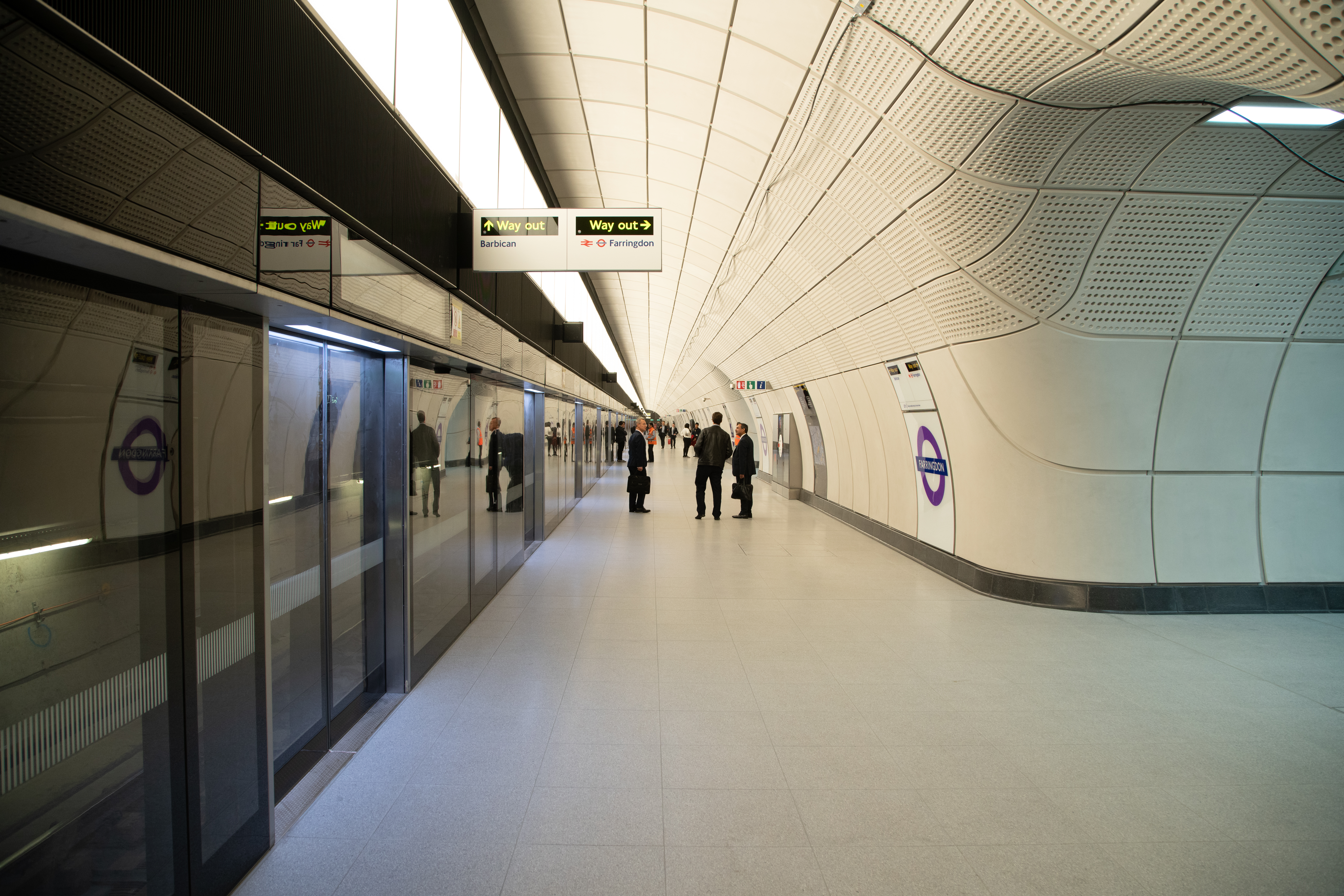
أبواب شاشات المنصة على خط إليزابيث في فارينجتون في عام 2019.

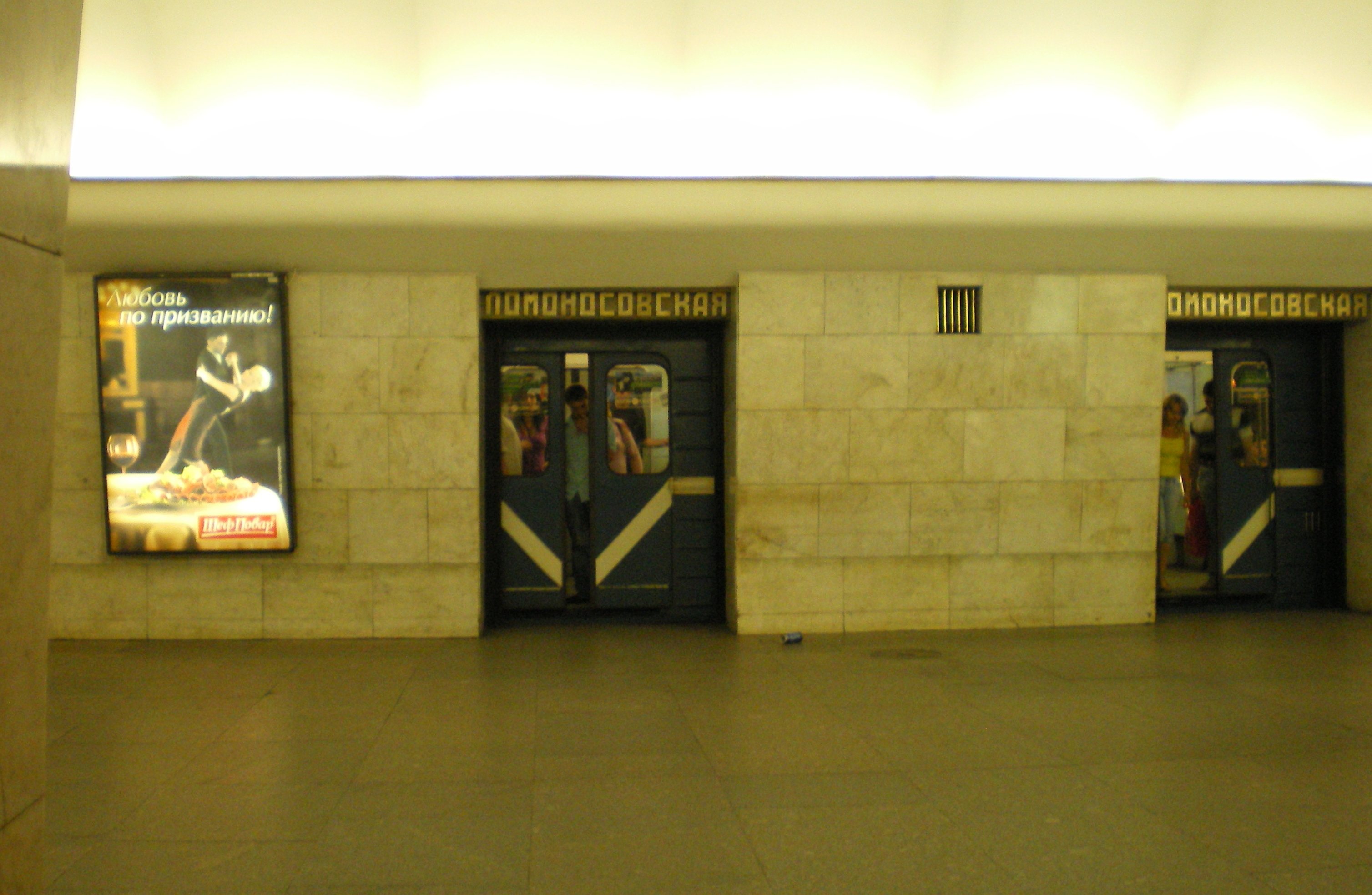
أبواب ذات طراز "المصعد الأفقي" في محطة لومونوسوفسكايا في مترو سانت بطرسبرغ، أول نوع من الأبواب الشبكية في العالم.

تعود فكرة بوابات حافة الرصيف إلى عام 1908، عندما حصل تشارلز إس. شوت من بوسطن على براءة اختراع "سياج وبوابة أمان لأرصفة السكك الحديدية Safety fence and gate for railway-platforms". يتألف الاختراع من "سياج لحواف أرصفة السكك الحديدية"، يتكون من سلسلة من الأعمدة المثبتة على حافة الرصيف، وأعمدة متحركة رأسياً يمكن سحبها إلى حافة الرصيف عندما يكون هناك قطار في المحطة. في عام 1917، حصل كارل ألبرت ويست على براءة اختراع "بوابة للسكك الحديدية وما شابه ذلك". وقد نص الاختراع على توفير أدوات منزلقة متباعدة مثبتة على الجدار الجانبي للنفق، ويمكن "توجيه نهايات البوابة من خلال تلك المنزلقات، وتحتوي النهايات والأجزاء المتوسطة من البوابة على بكرات على الجدار الجانبي". واستُخدمت المكابس الهوائية لرفع البوابات فوق الرصيف عندما يكون القطار في المحطة. وعلى عكس اختراع شوت، كانت بوابة الرصيف بأكملها قابلة للتحرك، وكان من المفترض أن تتحرك إلى الأعلى.
كانت المحطات الأولى في العالم التي تحتوي على أبواب شبكية للرصيف هي المحطات العشر للخط الثاني ‏ لمترو سانت بطرسبرغ والتي افتُتحت بين عامي 1961 و1972. "أبواب" الرصيف هي في الواقع فتحات في جدار المحطة، الذي يدعم سقف الرصيف. بُنيت أنفاق المسارات المجاورة للأرصفة الوسطى ‏ للمحطات العشر باستخدام آلات حفر الأنفاق (TBMs)، وكانت الأرصفة الوسطى تقع في الواقع في قبو منفصل بين نفقي المسارات. في العادة، تقوم آلات حفر الأنفاق بحفر الأنفاق العميقة بين المحطات، في حين يجري حفر أقبية المحطات يدويًا وتحتوي على كل من المسارات والرصيف. ومع ذلك، في حالة مترو سانت بطرسبرغ، قامت آلات حفر الأنفاق بحفر زوج من الأنفاق المستمرة التي مرت عبر عشر محطات، وجرى بناء المحطات نفسها في أقبية تحتوي فقط على الرصيف، مع فتحات صغيرة على جانبي القبو، حتى يتمكن الركاب من الوصول إلى القطارات في الأنفاق.
غالبًا ما يوصف نظام النقل الجماعي السريع في سنغافورة، الذي افتُتح في عام 1987، بأنه أول نظام مترو ثقيل في العالم يدمج أنظمة بوابات حجب الرصيف في محطاته لأسباب تتعلق بالتحكم في المناخ والسلامة، وليس القيود المعمارية، على الرغم من أن مترو ليل ‏ الخفيف، الذي افتُتح في عام 1983، يسبقه.

## الأنواع

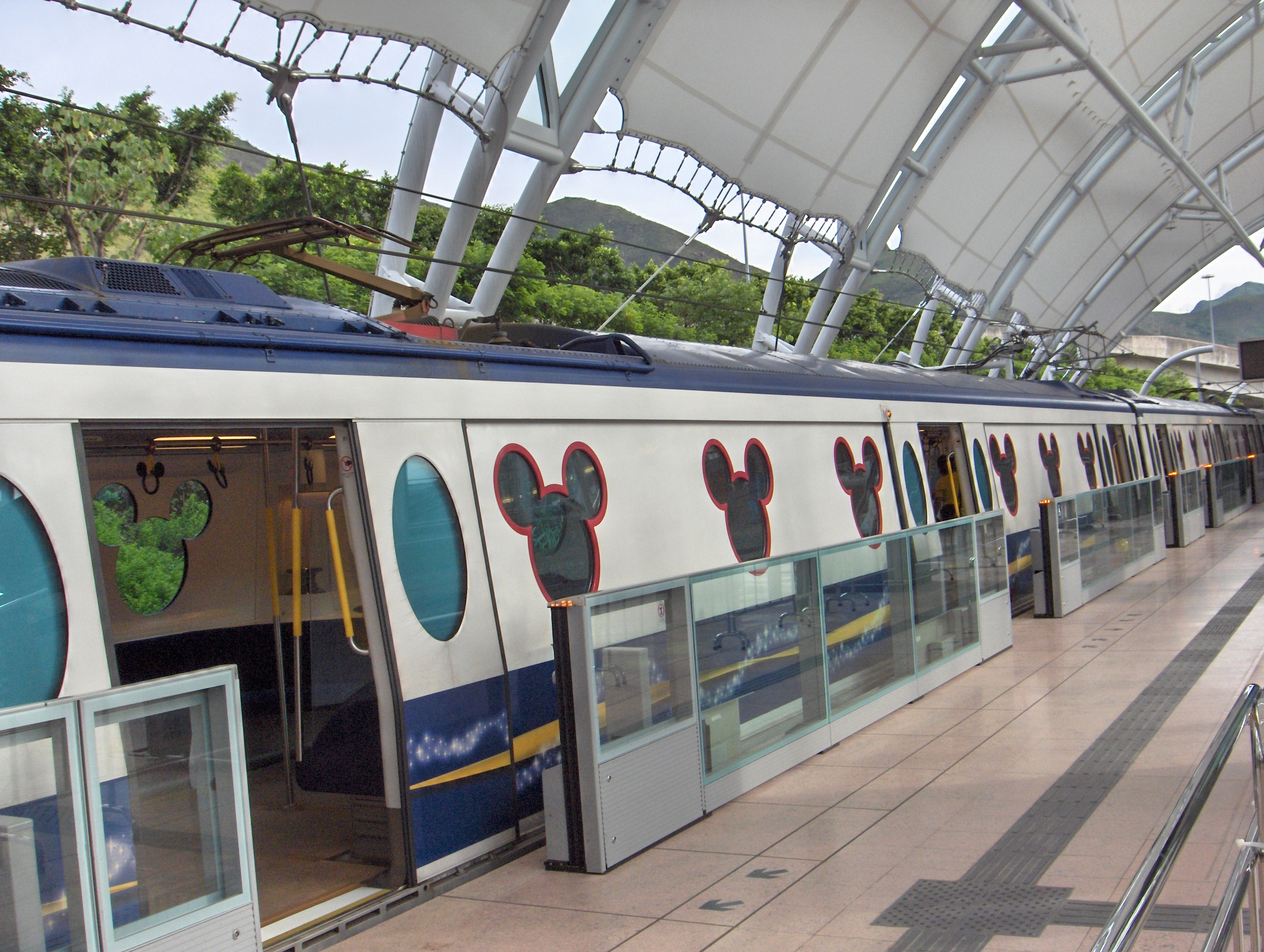
بوابات منصة نصف الارتفاع في محطة ساني باي على خط منتجع ديزني لاند في هونج كونج

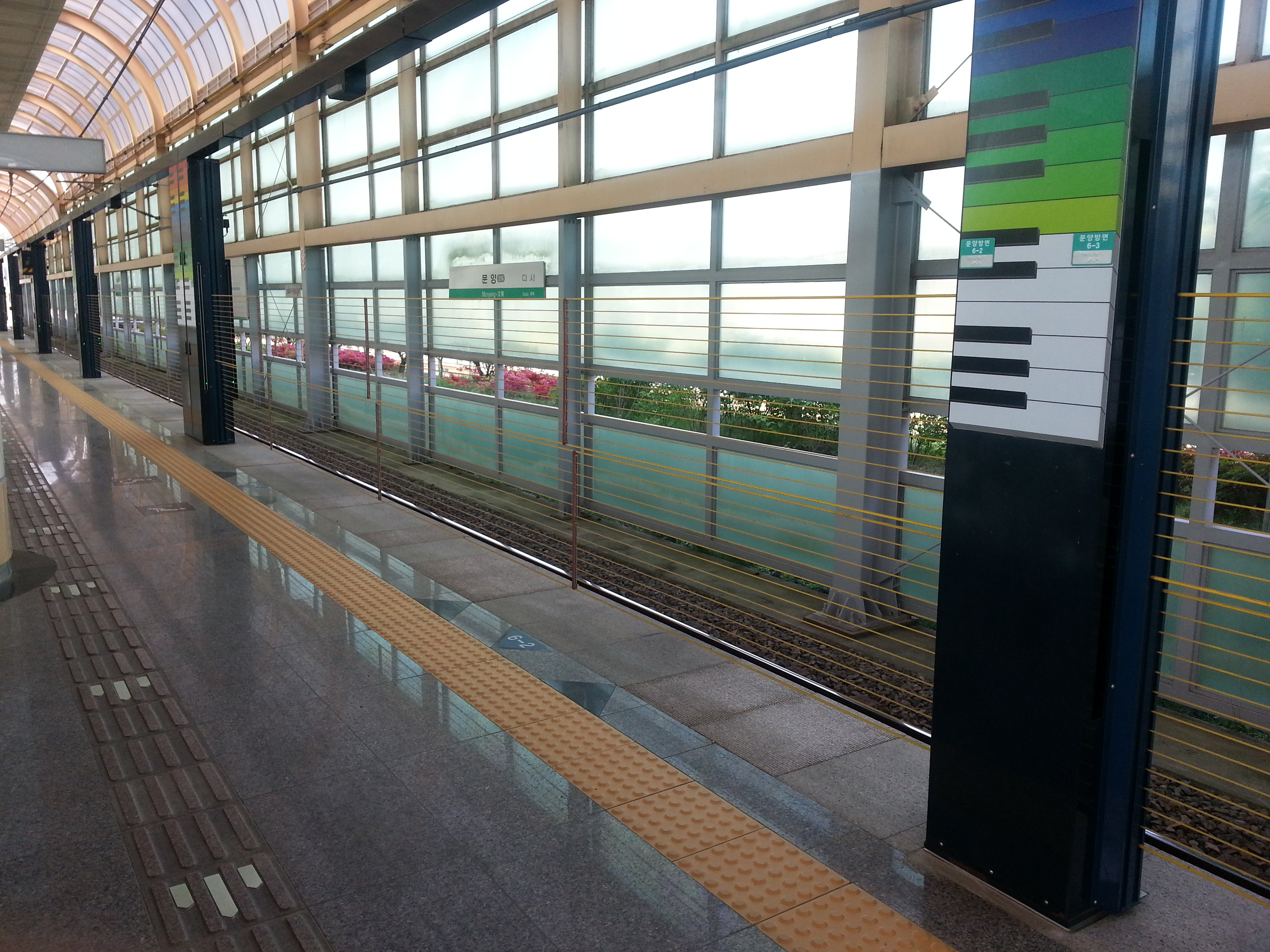
باب شبكي على شكل حبل في محطة مونيانج على خط مترو دايجو رقم 2

على الرغم من أن المصطلحين غالبًا ما يستخدمان بالتبادل، فإن بوابات حجب الرصيف platform screen doors يمكن أن تشير إلى الحواجز ذات الارتفاع الكامل أو نصف الارتفاع. بوابات حجب الرصيف ذات الارتفاع الكامل هي حواجز كاملة بين أرضية المحطة والسقف، في حين يُشار إلى بوابات حجب الرصيف ذات الارتفاع النصفي باسم "بوابات حافة الرصيف platform edge door" أو "بوابات الرصيف الأوتوماتيكية automatic platform gates"، لأنها لا تصل إلى السقف وبالتالي لا تشكل حاجزًا كُليًا. تكون بوابات الرصيف عادة بنصف ارتفاع الأبواب الكاملة، وهي أبواب منزلقة بارتفاع الصدر عند حافة أرصفة السكك الحديدية railway platformsلمنع الركاب من السقوط من حافة الرصيف على مسارات السكك الحديدية. لكنها تصل أحيانًا إلى ارتفاع القطار. مثل بوابات حجب الرصيف ذات الارتفاع الكامل، وتنزلق بوابات الرصيف هذه لتفتح أو تغلق في وقت واحد مع أبواب القطار. يُعد هذان النوعان من أبواب حجب الرصيف من الأنواع الرئيسية في العالم حاليًا.

### بوابات حجب الرصيف وأبواب حافة الرصيف
تساعد هذه الأبواب على:
- منع الأشخاص من السقوط عن طريق الخطأ على مسارات القطارات أو الحافلات، أو الاقتراب كثيرًا من القطارات المتحركة، أو الانتحار (بالقفز) أو القتل (بالدفع).[10]
- منع أو تقليل الرياح التي يشعر بها الركاب بسبب تأثير المكبس piston effectوالتي قد تؤدي في بعض الظروف إلى فقدان الأشخاص لتوازنهم.
- تحسين السلامة وتقليل مخاطر الحوادث، وخاصة من القطارات التي تمر عبر المحطة بسرعات عالية.[7]
- تحسين التحكم في المناخ داخل المحطة (التدفئة والتهوية وتكييف الهواء تكون أكثر فعالية عندما تكون المحطة معزولة فعليًا عن النفق).[7]
- تحسين الأمن وجعل الوصول إلى المسارات والأنفاق مُقيدًا.[7]
- انخفاض التكاليف -توفير الحاجة إلى سائقي القطارات أو الكمسري عند استخدامها بالتزامن مع تشغيل القطار التلقائي، وبالتالي تقليل تكاليف القوى العاملة.
- منع تراكم القمامة على المسارات، والتي يمكن أن تشكل خطر نشوب حريق، فضلاً عن إتلاف القطارات وإعاقتها.[11]
- تحسين جودة الصوت في إعلانات المنصة، حيث تُقلل الضوضاء الخلفية من الأنفاق والقطارات التي تدخل أو تخرج.[12]
- منع تلوث الهواء بالأبخرة الناتجة عن احتكاك عجلات القطار بالمسارات في الأرصفة الموجودة تحت الأرض أو في الأماكن المغلقة.[13]

ومع ذلك فإن عيبها الأساسي هو تكلفتها. عند استخدامها لتحديث الأنظمة القديمة، فإنها قد تحد من نوع المركبات التي يمكن استخدامها على الخط، حيث يجب أن تتناسب أبواب القطار مع مسافات بوابات حجب المنصة؛ مما قد يؤدي إلى تكاليف إضافية بسبب تغييرات غير ضرورية للمركبات.
وعلى الرغم من تحقيق تحسن كبير في سلامة الركاب عند واجهة رصيف القطار، فإن بوابات حجب الرصيف تفرض مخاطر جديدة يجب إدارتها بعناية في التصميم. يتمثل الخطر الرئيسي في الانحباس بين أبواب الرصيف المغلقة وعربة القطار، والذي إذا لم يُكتشف، يمكن أن يؤدي إلى الوفاة عندما يبدأ القطار في التحرك (انظر § Incidents). وتعتبر حالات حدوث ذلك نادرة، ويمكن تقليل المخاطر من خلال التصميم الدقيق، وخاصة عن طريق ربط نظام الباب بنظام الإشارات، وتقليل الفجوة بين أبواب الرصيف المغلقة وجسم القطار. وفي بعض الحالات، يمكن استخدام أنظمة المراقبة النشطة لرصد هذه الفجوة.
أبواب حافة الرصيف ذات الارتفاع النصفي، والمعروفة أيضًا باسم بوابات الرصيف الأوتوماتيكية، أرخص في التركيب من بوابات حجب الرصيف ذات الارتفاع الكامل، والتي تتطلب إطارًا معدنيًا أكثر للدعم. ولذلك قد يُفضل بعض مشغلي السكك الحديدية مثل هذا الخيار لتحسين السلامة على أرصفة السكك الحديدية، وفي الوقت نفسه الحفاظ على انخفاض التكاليف وتهوية الأرصفة غير المكيفة بشكل طبيعي. ومع ذلك، فإن هذه البوابات أقل فعالية من الأبواب الكاملة في منع الأشخاص من القفز عمدًا على المسارات. كانت أول استخدام عملي لهذه البوابات في مترو هونج كونج على خط منتجع ديزني لاند لتصميمات المحطات المفتوحة. تتمتع معظم تصميمات أبواب حافة الرصيف ذات الارتفاع النصفي بتصميمات أطول من تلك المثبتة على خط منتجع ديزني لاند.

### أبواب حجب رصيف تستخدم الحبال
هناك أيضًا أبواب حجب رصيف تستخدم الحبال، وتُستخدَم حين يكون هناك أنواع متعددة من القطارات ذات أطوال وهياكل أبواب قطارات مختلفة على نفس الأرصفة. حيث تتحرك الحواجز إلى الأعلى، بدلاً من التحرك إلى الجانب، عند السماح للركاب بالمرور.
تستخدم بعض الدول مثل اليابان، وكوريا، والصين، وشرق أوروبا، محطات السكك الحديدية ذات أبواب الحجب من الحبال لتقليل تكلفة التركيب والتعامل مع مشكلة أنواع القطارات المختلفة والمسافة بين الأبواب.

### أبواب حجب أرصفة من النوع المتغير
جرى تركيب أبواب حجب الرصيف ذات الارتفاع الكامل والمتغيرة لأول مرة على الإطلاق مؤخرًا في الأرصفة تحت الأرض لمحطة أوساكا، والتي جرى افتتاحها في مارس 2023، ولكن يمكن العثور على عدد قليل من البوابات المتغيرة ذات الارتفاع النصف على مجموعة مثبتة في أرصفة شينكانسن في محطة شيناغاوا في طوكيو. يُعد استخدامها نادرًا في الوقت الحالي نظرًا لأنها بديل أكثر تكلفة وتعقيدًا بكثير من بوابات حجب الرصيف ذات الحبال المذكورة أعلاه. الفرق الوحيد عن الأخير هو أنها تتحرك جانبياً عند السماح للركاب بالمرور.
في محطة أوساكا، صُممت الأبواب على شكل كتلة واحدة (تعادل طول عربة القطار). وتتكون من خمس وحدات: باب واحد أساسي يشبه الحائط معلق من الأعلى ومجموعتين من الأبواب الفرعية الزجاجية. عندما يصل القطار إلى المحطة، يستقبل ماسح ضوئي خاص على الرصيف المعلومات الموجودة على بطاقة الهوية الموضوعة على القطار ويقوم بمسحها لتحديد نوع وعدد عربات القطار. مع تحديد نوع وعدد عربات القطار القادم على الفور، سوف تتحرك كل وحدة تلقائيًا لتتناسب مع طول عربات القطار المتوقفة. ثم تنزلق الأبواب الساسية والفرعية إلى الوضع الأمثل لتتوافق بدقة مع موضع كل باب من أبواب عربة القطار.
وبما أن هذه التقنية لا تزال جديدة، فإن مثل هذه الأبواب لا تزال تخضع لمراحل الاختبار في العديد من البلدان حول العالم.

## الاستخدام في دول العالم

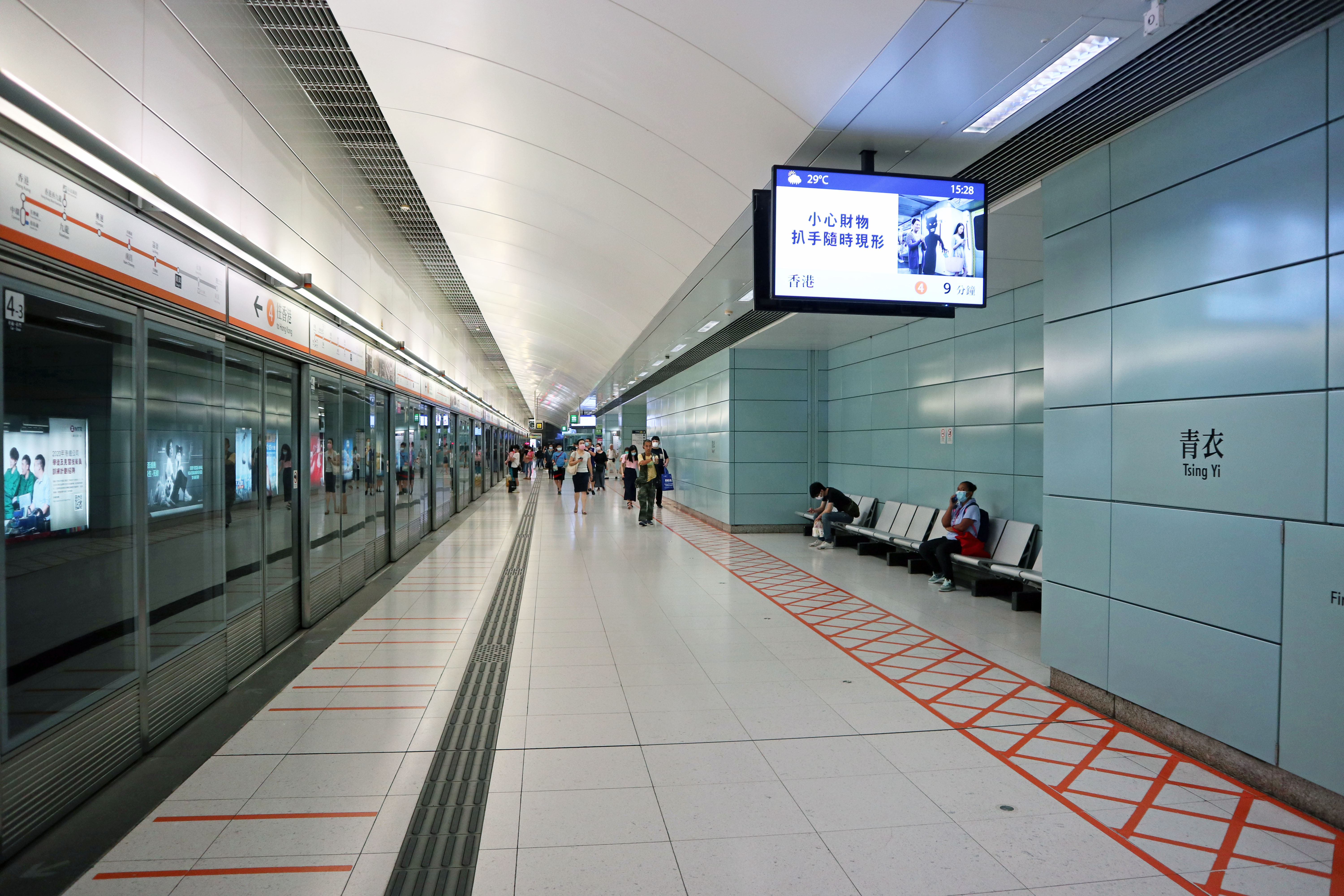
كانت محطة تسينغ يي، إلى جانب المحطات الأخرى لخط تونغ تشونغ ومحطة إيربورت إكسبريس، أولى المحطات التي لديها أنظمة بوابات حجب الرصيف في التشغيل العادي في هونج كونج.

تستخدم العديد من دول العالم طريقة بوابات حجب الرصيف لضمان الأمان في محطات السكك الحديدية والمترو، وخصوصًا المحطات تحت الأرض.
تُعد محطة بارك بوبيدي Park Pobedy(بالروسية: Парк Победы) هي إحدى محطات مترو سانت بطرسبرغ، أول محطة في العالم تحتوي على بوابات حجب الرصيف. افتُتحت المحطة في عام 1961.

## الحوادث
في عام 2007، في مترو شنغهاي، أصبح رجل يحاول اللحاق بقطار مزدحم محاصرًا بين باب القطار وباب الحاجز عند إغلاقهما، وأدى ذلك إلى سحبه تحت القطار المغادر ومات من فوره. وفي عام 2010، قُتلت امرأة في محطة تشونجشان بارك في شنغهاي، في نفس الظروف عندما حوصرت بين القطار وأبواب حجب الرصيف. وقعت حالة وفاة مماثلة تقريبًا في مترو أنفاق بكين في عام 2014 -وهي الوفاة الثالثة التي تتعلق ببوابات حجب الرصيف في الصين خلال السنوات العديدة التي سبقت ذلك. وفي عام 2018، حوصرت امرأة بشكل مماثل بين أبواب الحاجز والقطار في محطة باوان السريعة في شنغهاي لكنها نجت من الإصابة لأنها وقفت ساكنة حتى مغادرة القطار. وفي 22 يناير 2022، قُتلت امرأة مسنة عندما حوصرت بين أبواب القطار وأبواب حجب الرصيف في محطة تشيان رود في شنغهاي.

بين عامي 1999 و2012، كانت أبواب حجب الرصيف في مترو أنفاق لندن (جميعها على خط اليوبيل) سببًا في إصابة 75 شخصًا، تضمنت الإصابات خبطات على رؤوسهم وأذرعهم.